# NHL Stadium Series 2019

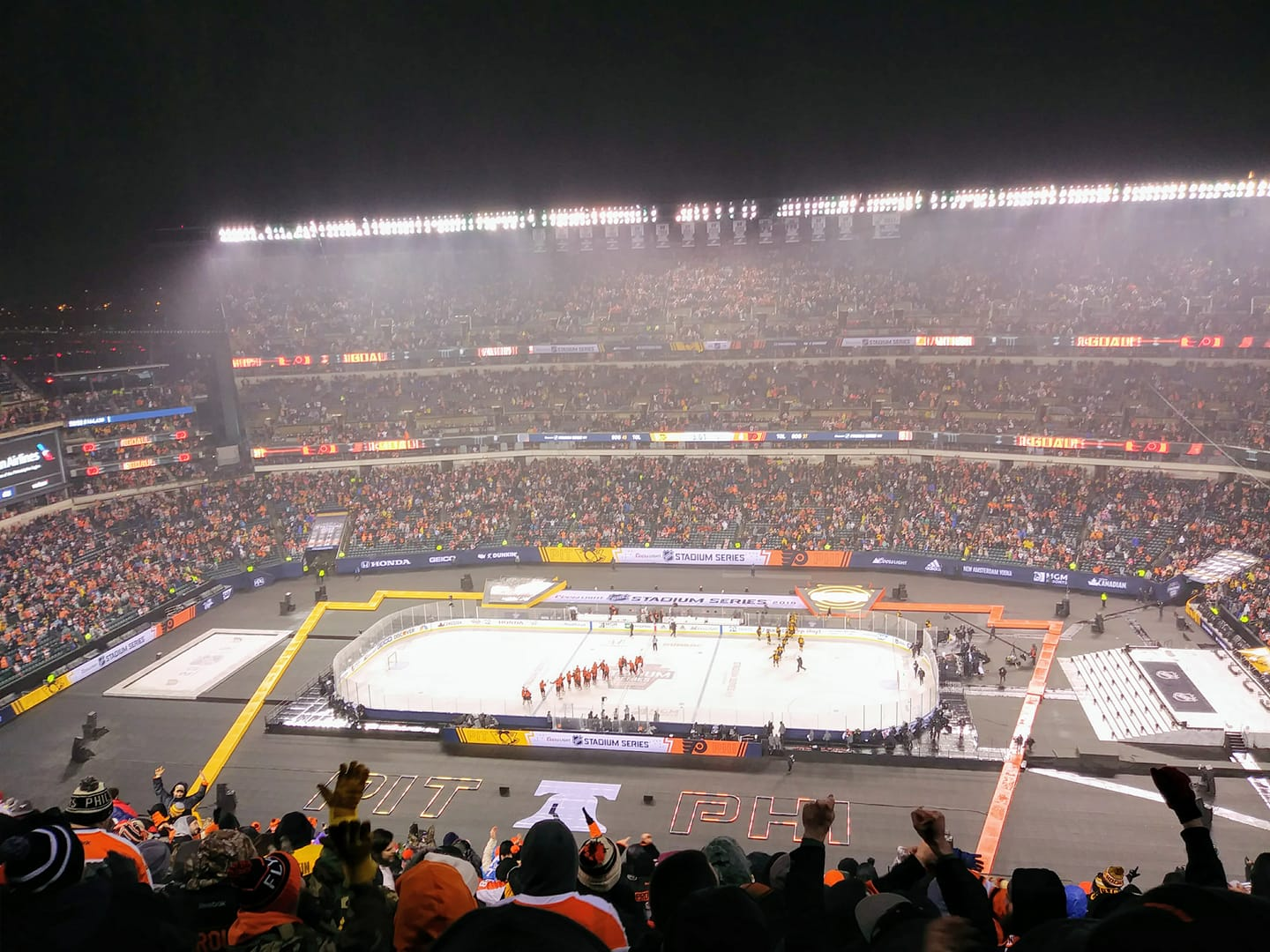
Efter slutsignalen av 2019 års NHL Stadium Series på Lincoln Financial Field i Philadelphia, Pennsylvania i USA.

Coors Light NHL Stadium Series 2019 var ett sportarrangemang i den nordamerikanska ishockeyligan National Hockey League (NHL) där en grundspelsmatch spelades utomhus mellan delstatsrivalerna Philadelphia Flyers och Pittsburgh Penguins på Lincoln Financial Field i Philadelphia, Pennsylvania i USA den 23 februari 2019.

## Matchen

### Laguppställningarna
| Vänsterforwards      | Centrar        | Högerforwards       |
| -------------------- | -------------- | ------------------- |
| Claude Giroux (C)    | Nolan Patrick  | Travis Konecny      |
| Oskar Lindblom       | Sean Couturier | Jakub Voráček       |
| Michael Raffl        | Scott Laughton | Wayne Simmonds (A)  |
| James van Riemsdyk   | Phil Varone    | Justin Bailey       |
| Backar               |                | Backar              |
| Ivan Provorov        |                | Travis Sanheim      |
| Andrew MacDonald (A) |                | Shayne Gostisbehere |
| Robert Hägg          |                | Philippe Myers      |
|                      | Målvakter      |                     |
|                      | Brian Elliott  |                     |
|                      | Cam Talbot     |                     |
|                      | Tränare        |                     |
|                      | Scott Gordon   |                     |

| Vänsterforwards   | Centrar             | Högerforwards    |
| ----------------- | ------------------- | ---------------- |
| Jake Guentzel     | Sidney Crosby (C)   | Patric Hörnqvist |
| Zach Aston-Reese  | Jevgenij Malkin (A) | Phil Kessel      |
| Jared McCann      | Nick Bjugstad       | Bryan Rust       |
| Tanner Pearson    | Matt Cullen         | Garrett Wilson   |
| Backar            |                     | Backar           |
| Brian Dumoulin    |                     | Kris Letang (A)  |
| Jack Johnson      |                     | Justin Schultz   |
| Marcus Pettersson |                     | Chad Ruhwedel    |
|                   | Målvakter           |                  |
|                   | Matt Murray         |                  |
|                   | Casey DeSmith       |                  |
|                   | Tränare             |                  |
|                   | Mike Sullivan       |                  |

### Resultatet
|  | 23 februari 2019 | Philadelphia Flyers | 4 – 3 (Efter förlängning) | Pittsburgh Penguins | Lincoln Financial Field | |
|  |                  | Första perioden: Sean Couturier (12:06) Assists: Lindblom, Voráček Andra perioden: — Tredje perioden: James van Riemsdyk (PP) (16:56) Assists: Voráček, Giroux Jakub Voráček (19:40) Assist: Couturier Förlängning: Claude Giroux (1:59) Assists: Patrick, Sanheim | Rapport                   | Första perioden: (7:59) Sidney Crosby Assist: Letang Andra perioden: (10:01) Justin Schultz Assists: Crosby, Hörnqvist Tredje perioden: (6:29) Jevgenij Malkin Assists: Kessel, Aston-Reese Förlängning: — | Philadelphia, Pennsylvania, USA Publik: 69 620 Domare: Jean Hebert, Dan O'Halloran Linjedomare: Trent Knorr, Mark Shewchyk | Philadelphia, Pennsylvania, USA Publik: 69 620 Domare: Jean Hebert, Dan O'Halloran Linjedomare: Trent Knorr, Mark Shewchyk |
|  |                  | |                           | | Philadelphia, Pennsylvania, USA Publik: 69 620 Domare: Jean Hebert, Dan O'Halloran Linjedomare: Trent Knorr, Mark Shewchyk | Philadelphia, Pennsylvania, USA Publik: 69 620 Domare: Jean Hebert, Dan O'Halloran Linjedomare: Trent Knorr, Mark Shewchyk |
|  |                  | |                           | | Philadelphia, Pennsylvania, USA Publik: 69 620 Domare: Jean Hebert, Dan O'Halloran Linjedomare: Trent Knorr, Mark Shewchyk | Philadelphia, Pennsylvania, USA Publik: 69 620 Domare: Jean Hebert, Dan O'Halloran Linjedomare: Trent Knorr, Mark Shewchyk |

#### Matchstatistik
|                     | Philadelphia Flyers | Pittsburgh Penguins |
| ------------------- | ------------------- | ------------------- |
| Powerplay           | 1/2                 | 0/0                 |
| Tacklingar          | 30                  | 35                  |
| Vunna tekningar (%) | 56                  | 44                  |
| Blockerade skott    | 12                  | 19                  |
| Utvisningsminuter   | 6                   | 10                  |

| Period      | Philadelphia Flyers | Pittsburgh Penguins |
| ----------- | ------------------- | ------------------- |
| Första      | 8                   | 18                  |
| Andra       | 9                   | 12                  |
| Tredje      | 18                  | 10                  |
| Förlängning | 2                   | 3                   |
| Totalt      | 37                  | 43                  |

#### Utvisningar
| Spelare         | Utvisning               | Utvisningsminuter | Tid             |
| Första perioden | Första perioden         | Första perioden   | Första perioden |
| --------------- | ----------------------- | ----------------- | --------------- |
| Robert Hägg     | Roughing                | 2:00              | 05:47           |
| Wayne Simmonds  | Osportsligt uppträdande | 2:00              | 16:23           |
| Andra perioden  |                         |                   |                 |
| Tredje perioden |                         |                   |                 |
| Robert Hägg     | Cross checking          | 2:00              | 14:51           |
| Förlängning     |                         |                   |                 |
| Källa:          |                         |                   |                 |

| Spelare                                            | Utvisning               | Utvisningsminuter | Tid             |
| Första perioden                                    | Första perioden         | Första perioden   | Första perioden |
| -------------------------------------------------- | ----------------------- | ----------------- | --------------- |
| Garrett Wilson                                     | Roughing                | 2:00              | 05:47           |
| Kris Letang                                        | Osportsligt uppträdande | 2:00              | 16:23           |
| Andra perioden                                     |                         |                   |                 |
| Jack Johnson                                       | Tripping                | 2:00              | 01:03           |
| Tredje perioden                                    |                         |                   |                 |
| Jevgenij Malkin                                    | Cross checking          | 2:00              | 14:51           |
| Matt Cullen                                        | Slashing                | 2:00              | 15:40           |
| Förlängning                                        |                         |                   |                 |
| Termer: Förseelser som leder till utvisningsstraff |                         |                   |                 |

### Statistik

#### Philadelphia Flyers

##### Utespelare
| Spelare             | Mål | Assists | Poäng | +/− | Utvisningsminuter | Skott | Vunna tekningar (%) | Tacklingar | Tid på isen |
| ------------------- | --- | ------- | ----- | --- | ----------------- | ----- | ------------------- | ---------- | ----------- |
| Jakub Voráček       | 1   | 2       | 3     | +1  | 0                 | 6     | —                   | 0          | 22:02       |
| Sean Couturier      | 1   | 1       | 2     | +1  | 0                 | 5     | 81                  | 2          | 24:45       |
| Claude Giroux       | 1   | 1       | 2     | +2  | 0                 | 3     | 50                  | 0          | 26:59       |
| James van Riemsdyk  | 1   | 0       | 1     | 0   | 0                 | 3     | 0                   | 2          | 15:34       |
| Oskar Lindblom      | 0   | 1       | 1     | 0   | 0                 | 3     | —                   | 1          | 17:03       |
| Nolan Patrick       | 0   | 1       | 1     | +1  | 0                 | 2     | 53                  | 0          | 19:09       |
| Travis Sanheim      | 0   | 1       | 1     | 0   | 0                 | 1     | —                   | 2          | 23:40       |
| Justin Bailey       | 0   | 0       | 0     | -1  | 0                 | 0     | —                   | 1          | 3:46        |
| Shayne Gostisbehere | 0   | 0       | 0     | 0   | 0                 | 2     | —                   | 3          | 23:28       |
| Robert Hägg         | 0   | 0       | 0     | 0   | 4                 | 2     | —                   | 2          | 14:16       |
| Travis Konecny      | 0   | 0       | 0     | 0   | 0                 | 3     | —                   | 1          | 18:42       |
| Scott Laughton      | 0   | 0       | 0     | -1  | 0                 | 3     | 22                  | 0          | 14:23       |
| Andrew MacDonald    | 0   | 0       | 0     | 0   | 0                 | 0     | —                   | 1          | 12:49       |
| Philippe Myers      | 0   | 0       | 0     | 0   | 0                 | 3     | —                   | 2          | 18:53       |
| Ivan Provorov       | 0   | 0       | 0     | -2  | 0                 | 2     | —                   | 4          | 24:37       |
| Michael Raffl       | 0   | 0       | 0     | -1  | 0                 | 1     | —                   | 3          | 6:52        |
| Wayne Simmonds      | 0   | 0       | 0     | 0   | 2                 | 0     | 0                   | 3          | 13:41       |
| Phil Varone         | 0   | 0       | 0     | 0   | 0                 | 0     | —                   | 0          | 1:39        |
| Källa:              |     |         |       |     |                   |       |                     |            |             |

##### Målvakt
| Spelare       | Skott mot sig | Räddningar | Insläppta mål | Räddningsprocent | Utvisningsminuter | Tid på isen |
| ------------- | ------------- | ---------- | ------------- | ---------------- | ----------------- | ----------- |
| Brian Elliott | 43            | 40         | 3             | 0,930            | 0                 | 59:38       |
| Källa:        |               |            |               |                  |                   |             |

#### Pittsburgh Penguins

##### Utespelare
| Spelare           | Mål | Assists | Poäng | +/− | Utvisningsminuter | Skott | Vunna tekningar (%) | Tacklingar | Tid på isen |
| ----------------- | --- | ------- | ----- | --- | ----------------- | ----- | ------------------- | ---------- | ----------- |
| Sidney Crosby     | 1   | 1       | 2     | -1  | 0                 | 2     | 38                  | 1          | 20:19       |
| Jevgenij Malkin   | 1   | 0       | 1     | +1  | 2                 | 6     | 33                  | 2          | 17:17       |
| Justin Schultz    | 1   | 0       | 1     | +1  | 0                 | 2     | —                   | 3          | 30:02       |
| Zach Aston-Reese  | 0   | 1       | 1     | +1  | 0                 | 5     | —                   | 5          | 13:49       |
| Patric Hörnqvist  | 0   | 1       | 1     | +1  | 0                 | 2     | —                   | 6          | 17:20       |
| Phil Kessel       | 0   | 1       | 1     | +1  | 0                 | 6     | —                   | 0          | 16:18       |
| Kris Letang       | 0   | 1       | 1     | +1  | 2                 | 0     | —                   | 0          | 6:18        |
| Nick Bjugstad     | 0   | 0       | 0     | -1  | 0                 | 3     | 67                  | 4          | 15:38       |
| Matt Cullen       | 0   | 0       | 0     | 0   | 2                 | 3     | 0                   | 1          | 10:20       |
| Brian Dumoulin    | 0   | 0       | 0     | +1  | 0                 | 0     | —                   | 0          | 6:06        |
| Jake Guentzel     | 0   | 0       | 0     | +1  | 0                 | 2     | —                   | 3          | 19:31       |
| Jack Johnson      | 0   | 0       | 0     | +1  | 2                 | 3     | —                   | 3          | 31:08       |
| Jared McCann      | 0   | 0       | 0     | 0   | 0                 | 5     | 75                  | 0          | 13:48       |
| Tanner Pearson    | 0   | 0       | 0     | 0   | 0                 | 1     | —                   | 1          | 7:53        |
| Marcus Pettersson | 0   | 0       | 0     | -1  | 0                 | 0     | —                   | 1          | 22:41       |
| Chad Ruhwedel     | 0   | 0       | 0     | -2  | 0                 | 0     | —                   | 2          | 24:38       |
| Bryan Rust        | 0   | 0       | 0     | -2  | 0                 | 1     | 100                 | 1          | 16:39       |
| Garrett Wilson    | 0   | 0       | 0     | 0   | 2                 | 2     | —                   | 2          | 6:56        |
| Källa:            |     |         |       |     |                   |       |                     |            |             |

##### Målvakt
| Spelare     | Skott mot sig | Räddningar | Insläppta mål | Räddningsprocent | Utvisningsminuter | Tid på isen |
| ----------- | ------------- | ---------- | ------------- | ---------------- | ----------------- | ----------- |
| Matt Murray | 37            | 33         | 4             | 0,892            | 0                 | 61:59       |
| Källa:      |               |            |               |                  |                   |             |